# Pergamí

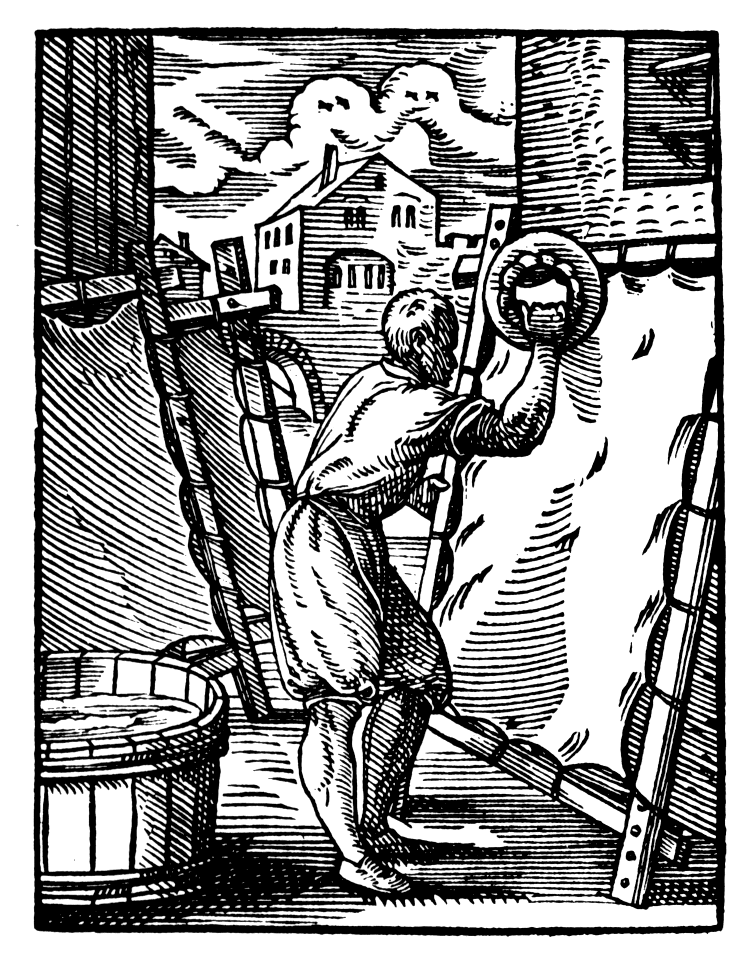
Pergaminer alemany en un gravat del.

El pergamí és un material fet a partir de la pell de vaca, ovella, cabra
polida especialment per a poder escriure-hi a sobre. La pell segueix un procés d'eliminació del pèl, adobat i estirament per tal d'aconseguir les làmines amb les quals s'elaboraven els llibres o els rotlles a l'Edat Antiga i l'Edat Mitjana. Fou el principal material sobre el que s'elaboraven documents a l'Europa Occidental fins a l'arribada i popularització del paper. Era una matèria sòlida i flexible que permetia esborrar rascant fàcilment el que hi havia escrit per poder reutilitzar-ho, el que s'anomena palimpsest.
L'origen del seu nom és la ciutat de Pèrgam, on hi havia una gran producció de qualitat d'aquest material. La tradició recollida per Plini a la Història Natural (xiii.21), segons un relat atribuït a Varró diu que el pergamí fou introduït a Pèrgam sota patronatge d'Èumenes II, ja que Ptolemeu V havia limitat les exportacions de papir cap a aquell país per temença que la biblioteca d'aquesta ciutat rivalitzés amb la Biblioteca d'Alexandria.
Segons afirma un còdex de la ciutat de Lucca del segle viii, l'elaboració consistia a posar les pells en calç viva durant tres dies, després s'esbandia amb aigua i es rascaven les dues cares per a retirar les restes de pèls i carn que encara hi restessin adherides. Un cop sec es solia tenyir i l'escriba, un cop l'adquiria, el tallava a la mida adequada i l'acaba de polir i reparar els defectes.
Durant l'edat mitjana és el suport més utilitzat a tot Europa fins que el paper li roba la importància, ja que és molt més barat i fàcil de produir.

## Procés de creació

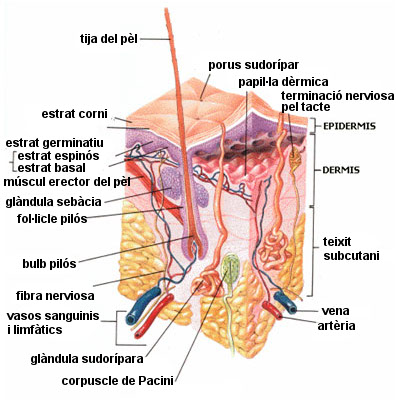
Capes de la pell.

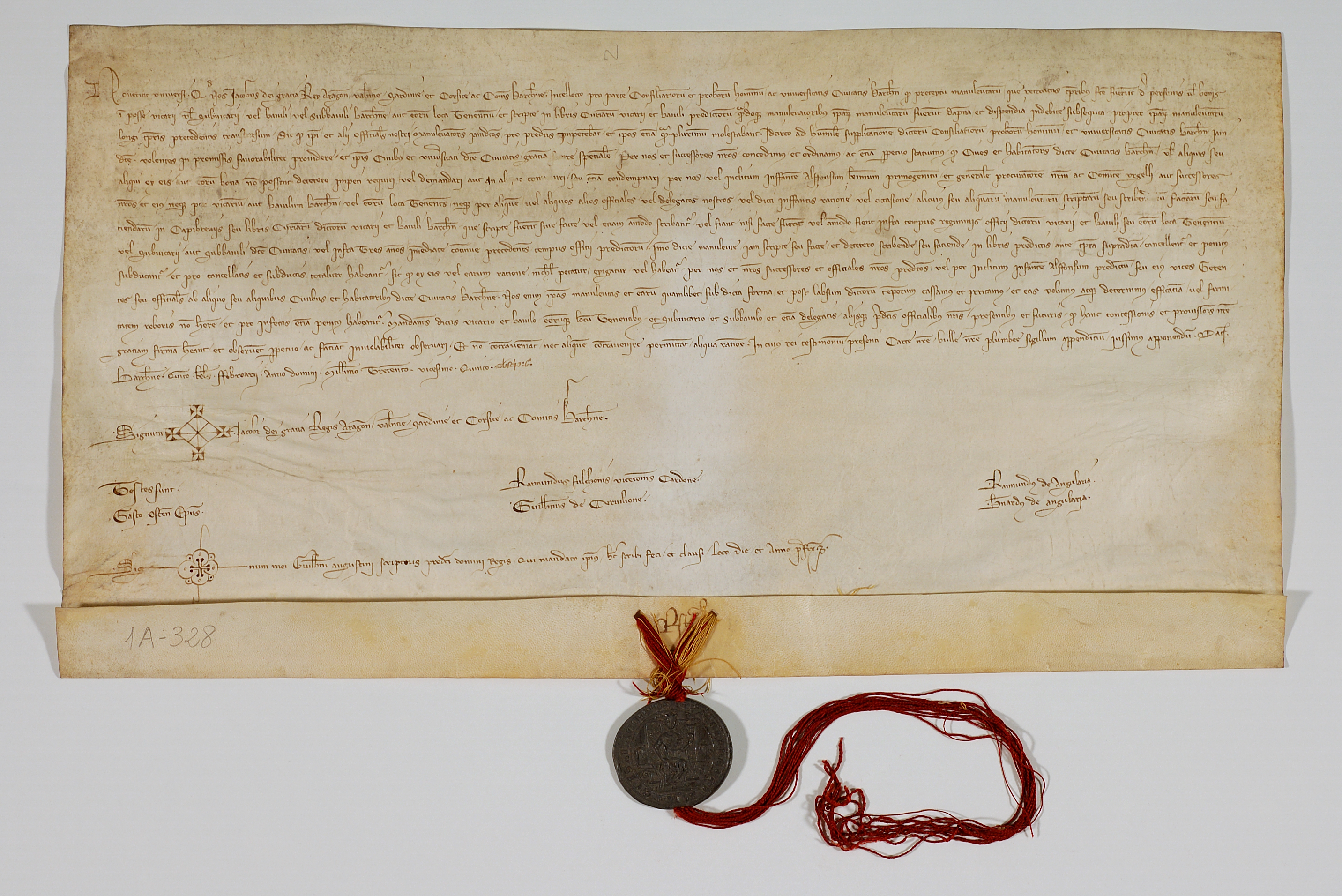
Pergamins municipals de Barcelona

Es confeccionava amb les pells de diferents animals joves, ja que facilita el procés de creació. És anomenat pergamí verge, a partir d'animals nounats. Només s'utilitza la dermis i més concretament, la flor.
Les pells es preparaven en una barreja d'aigua i calç durant uns dies, després, mitjançant un ganivet molt afilat (rasorius) s'eliminava el greix i el pèl, i es polia amb pedra tosca. A continuació, es tornava a rentar per tal d'eliminar totalment la calç i es posava a assecar i es tensaven en un bastidor.
Després es tallaven per retirar la pell sobrant i fer els folis, intentant que les dues cares del pergamí quedessin iguals, ja que la part de la carn és molt més blanca que la del pèl.
Finalment, es tractava amb una barreja de guix i altres substàncies per tal de crear la imprimació i s'hi pogués escriure.

## Treballs relacionats
- El copista: és la persona que s'encarrega d'escriure un llibre a mà. Deixava espais en blanc on anaven les imatges i dibuixos. S'intentava aprofitar el màxim de pergamí possible. Amb un origen egipci, on era un ofici molt valorat.[10]
- L'il·luminador: persona encarregada de decorar el pergamí mitjançant dibuixos, caplletres, miniatures, lletres decorades, etc.
- L'enquadernador: persona que cosia o enganxava diversos plecs o quaderns de text o fulles i posava cobertes, amb els objectius de conservar, de fer més fàcil la seva utilització i tenir una presència artística.[11]

## Referències

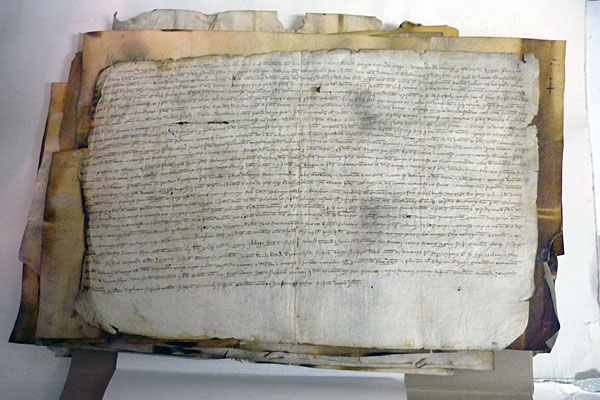
Pergamí del 1115, a l'Arxiu Municipal de Palafrugell